# Fernando Bandeirinha
Fernando Óscar Bandeirinha Barbosa (Porto, 26 novembre 1962) è un allenatore di calcio ed ex calciatore portoghese, di ruolo difensore.

## Carriera

### Giocatore

#### Club
All'età di 15 anni viene aggregato alle giovanili del Porto, squadra della sua città natale, con cui esordisce nel 1982. Dopo vari prestiti, nel 1986 ritorna al Porto, dove vi rimane per altri dieci anni. Coi Dragões conquista sei titoli nazionali, tre coppe di Portogallo, sei supercoppe e, a livello europeo, una Coppa dei Campioni e una Supercoppa UEFA nel 1987. Nel 1997, a 34 anni, conclude la sua carriera al Felgueiras.

#### Nazionale
Nonostante non sia mai sceso in campo con la nazionale portoghese, è stato convocato in extremis per i Mondiali 1986 per sostituire António Veloso, squalificato per un test antidoping risultato positivo (in seguito si rivelò tuttavia falso).

### Allenatore
Dopo il ritiro dal calcio giocato, tra il 2000 e il 2006 ha svolto il ruolo di assistente per la squadra riserve del Porto. In precedenza era stato allenatore in prima squadra sempre del Porto B per una sola stagione (1999-2000).

## Palmarès

### Club

#### Competizioni nazionali
- Campionato portoghese: 6

Porto: 1987-1988, 1989-1990, 1991-1992, 1992-1993, 1994-1995, 1995-1996
- Coppa del Portogallo: 3

Porto: 1987-1988, 1990-1991, 1993-1994
- Supercoppa di Portogallo: 6

Porto: 1986, 1990, 1991, 1993, 1994, 1996

#### Competizioni internazionali
- UEFA Champions League: 1

Porto: 1986-1987
- Supercoppa UEFA: 1

Porto: 1987
- Coppa Intercontinentale: 1

Porto: 1987